# 포르투갈령 마카오
포르투갈령 마카오(광둥어: 葡屬澳門, 포르투갈어: Macao Portuguesa)는 1557년부터 1999년까지 중국 대륙에 존속한 포르투갈의 식민지이다.
원래는 광둥성 샹산 현[香山縣]에 속해 있었다. 1553년 포르투갈인들은 물에 젖은 화물을 말린다는 구실을 내세워 처음 마카오에 발을 들여 놓은 후 1557년 중국(당시 명나라) 관리자들에게 뇌물을 주고 마카오 반도의 거주권을 획득하였다. 포르투갈은 1553년 대(對)중국 무역권을 획득하는 것과 동시에 마카오의 실질적인 사용권을 인정받고, 광둥의 중국 관리(官吏)로부터 도시건설허가를 얻었다.
1975년 로마 교황이 포르투갈 정부의 후원으로 그 곳에 마카오 관구(管區)를 설립하였다. 그후 마카오는 포르투갈의 대(對)아시아 진출을 위한 거점이 되는 동시에 1841년 영국이 홍콩에 식민지를 개설하기까지 중국과 서양의 유일한 교류기지가 되었다. 마카오를 거쳐 중국으로 전해진 문물은 그리스도교 외에 서양에서 발달한 천문학, 유클리드 기하학, 근대적인 지도투영법, 대포주조기술 등이 있고, 특히 동·서양의 지리적 지식교류에 커다란 역할을 한 마테오 리치도 마카오를 거쳐서 중국에 발을 들여놓았다.
아편전쟁으로 인하여 홍콩이 영국 식민지가 된 후, 아시아에서의 세력유지에 혈안이 된 포르투갈은 아오먼[澳門] 반도 전역과 타이파·콜론 두 섬을 점령하고, 1887년 청(淸)·포르투갈조약을 맺어 그 지역에서 식민지 건설을 합법화하였다. 이후부터 마카오는 포르투갈의 식민지가 되었으나, 1951년 포르투갈의 헌법개정에 따라 ‘프로빈시아 우트라마리누(해외주, 海外州)’로 바뀌어 본국의 일부로 편입되었다. 따라서 본국 정부가 임명하는 총독의 통치하로 들어갔다.
1966년 중국에서 문화 대혁명이 일어나 마카오 정청(政廳)과 현지의 중국인 간에 분쟁이 일어났다. 1973년 3월 ‘자치령’이 되고, 1979년 중화인민공화국·포르투갈 간에 국교가 수립되어 1986년 6월 11일, 아니발 카바쿠 실바 당시 포르투갈 총리가 중화인민공화국 베이징을 방문하여 자오쯔양 당시 중화인민공화국 국무원 총리와 회담하였으며 1987년 4월 13일을 기하여 베이징에서 중화인민공화국-포르투갈 공동선언을 체결하고, 1999년 12월 20일 중국은 마카오에 대한 주권을 회복하였다.

## 같이 보기
- 영국령 홍콩
- 광저우만 조차지
- 포르투갈 제국